# 缪森
繆森，是一位古典音樂和流行音樂的音樂製作人。

## 生平
出生于中国东北，毕业于上海音樂學院作曲指揮系。曾經和藝人韩雪、陸毅、陳坤、黄奕等合作。也和Sony/ATV辦事，作为全球五大音乐版权公司之一的Sony/ATV是直属于Sony娱乐集团，专门管理词曲作者音乐版权的世界性的专业音乐版权公司。Sony/ATV在全球40多个国家设有分公司，其管理下的歌曲数量超过50万首，Sony/ATV与缪森签订专属词曲作者合约后，缪森成为Sony/ATV大陆区词曲作者的领军人物。
参与2010年上海世博会主题曲《2010等你来》的创造。后被证实该歌曲抄袭日本歌手冈本真夜的《不变的你就好》。由冈本真夜提起诉讼，在接受世博会3亿日元的款项后，世博会可继续使用该歌曲。

## 作品

### 缪森作曲作品
- 韩雪：
  - 专辑《飘雪》----《想起》，《爱上我 很简单》
  - 专辑《夏 恋情》——《竹林风》，《下一个转角》，《在世界中心呼唤爱》，《夏之午后》
  - 专辑《狂想的旅程》——《大雁归》《用心去爱》
  - 专辑《为你写的歌》——《为你写的歌》
- 黄奕专辑：专辑《第一个夏天》——《等一个人》
- BOBO组合：专辑《世界之大》——《一米阳光》
- 倪睿思：
  - 专辑《倪主角》——《离奇》
  - 专辑《想爱》——《爱我原谅我》、《百变选择》
- 满文军：专辑《最新专辑》——《梦回春秋》
- 颜楚杉：专辑《爱转移》——《爱转移》
- 高雅媛：专辑《分手日记》 ——《分手日记》
- 王子鸣专辑《感觉爱》——《感觉爱》
- 胡东： 《两败俱伤》
- 管维嘉：《忘了你太难》
- 小松拓也／王加琦：《永遠不分離》

### 缪森制作专辑和单曲作品
- 满文军：《我需要你》
- 陆毅：《非同寻常》，《毅犹未尽》
- 李泉：《2046 》，《划火柴的女孩》
- 陈坤：《再一次实现》
- 韩雪：《飘雪》、《夏恋情》，《狂想的旅程》
- 薛之谦：《你过得好吗》
- 倪睿思：《倪主角》，《想爱》
- 卢巧音(香港)《好心分手》，
- 陈柏宇(香港)《First Experience》，
- 中孝介（日本）《花间道》，
- 李度（台湾）《倾城》，
- 王柏森（台湾）《年轻的梦》，
- 黄奕：《第一个夏天》
- BOBO组合：《世界之大》，
- 高雅媛《分手日记》，
- biz组合：《为爱高歌》，
- 群星合唱（陈坤、李泉、韩雪、秦海璐、倪睿思、黄奕和大地乐团 ）—2006年世界杯的中文版主题曲《生命的骄傲》等。

## 資料來源
1. ↑  . qnck.cyol.com.   [2018-11-17]. （原始内容存档于2018-11-17）.